# António Couto dos Santos
António Fernando Couto dos Santos (ur. 18 maja 1949 w Esposende, zm. 6 stycznia 2025 w Matosinhos) – portugalski polityk, inżynier, menedżer i działacz gospodarczy, deputowany oraz minister.

## Życiorys
Z wykształcenia inżynier chemik, absolwent Instituto Superior Técnico na Universidade Técnica de Lisboa. Pracował jako inżynier, m.in. w Arsenal do Alfeite. Działał w organizacji skupiającej inżynierów. Polityk Partii Socjaldemokratycznej. Od 1983 związany z administracją rządową. W latach 1985–1987 pełnił funkcję sekretarza stanu do spraw młodzieży. W latach 1987–1991 był ministrem delegowanym do spraw młodzieży w drugim rządzie Aníbala Cavaco Silvy. W trzecim gabinecie tegoż premiera sprawował urząd ministra delegowanego do spraw kontaktów z parlamentem (1991–1992) oraz ministra edukacji (1992–1993). Był też deputowanym do Zgromadzenia Republiki VI kadencji.
W latach 1995–2007 pełnił funkcję dyrektora generalnego organizacji gospodarczej Associação Empresarial de Portugal. Obejmował różne stanowiska menedżerskie, zarządzał np. salą koncertową Casa da Música. Powrócił na pewien czas do aktywności politycznej, zasiadając w parlamencie XI i XII kadencji. Zajmował się też działalnością konsultingową (w sektorze ochrony środowiska, zdrowia i energii odnawialnych). Pełnił funkcję wiceprezesa APD Portugal, organizacji zrzeszającej dyrektorów przedsiębiorstw. Był uczestnikiem World Business Angel Investment Forum.